# Fruška Gora

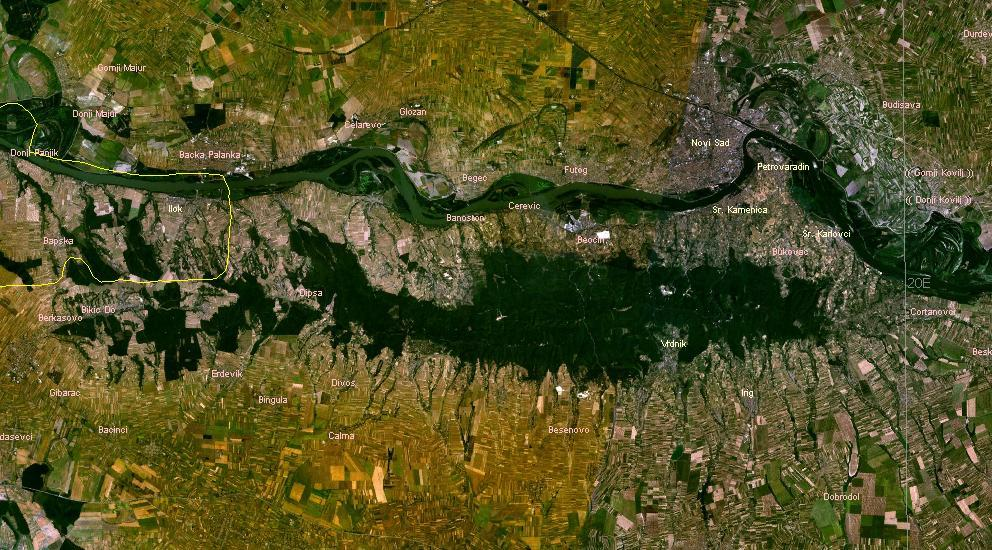
Die Fruška Gora aus dem Weltraum

Die Fruška Gora (serbisch-kyrillisch Фрушка гора, ungarisch Tarcal-hegység; dt. „Frankenberg“, vgl. gr. Francochorion) ist ein kleines Mittelgebirge am rechten Ufer der Donau südlich von Novi Sad in der serbischen Provinz Vojvodina; der kleinere westliche Teil liegt in Kroatien. Sie erstreckt sich in Ost-West-Richtung über eine Länge von 80 Kilometern.
Der höchste Gipfel Crveni Čot liegt 539 m über dem Meeresspiegel.
Die Täler der Fruška Gora sind mit Viehweiden, Getreidefeldern, Weingärten, Obstplantagen, Waldwiesen und Abhängen bedeckt. Ab etwa 300 m Höhe überwiegen dichte Mischwälder mit einem großen Bestand an Lindenbäumen.

## Nationalpark
Das Gebiet wurde im Jahr 1960 zum Nationalpark erklärt. Dabei wurden aktive Schutzgebiete auf einer Fläche von 25,525 Quadratkilometern ausgewiesen. Die Verwaltungsbehörde des Parks hat ihren Sitz in der nahe gelegenen Stadt Sremski Karlovci.
Der Park ist bekannt für seine vielfältige Flora und Fauna, darunter über 700 Arten von Heilkräutern sowie viele gefährdete und vom Aussterben bedrohte Tierarten. Es leben hier unter anderem Luchse, Hirsche, Europäische Mufflons, Wildschweine und Marder sowie Salamander.
Der Nationalpark ist für die Liste des UNESCO-Weltnatur- und Weltkulturerbes nominiert.

## Klöster
In der Fruška Gora befindet sich eine Gruppe von Klöstern, Manastiri Fruške Gore („Klöster der Fruška Gora“), welche sich auf ein Gebiet von 50 Kilometer Länge und 10 Kilometer Breite verteilen. Sie entstanden in der Zeitspanne zwischen dem 15. und 18. Jahrhundert. Von ursprünglich 35 Klöstern sind heute noch 16 erhalten.
Die Klöster sind von großer kulturgeschichtlicher Bedeutung, da ihre Architektur byzantinische und teils barocke Elemente vereint (siehe auch Serbisch-byzantinischer Stil). Einige von ihnen wurden während des Zweiten Weltkrieges stark beschädigt. Mit ihren Fresken und Bibliotheken zählen die Klöster der Fruška Gora zu den bedeutendsten in Serbien. Die bekanntesten unter ihnen sind Krušedol und Hopovo.

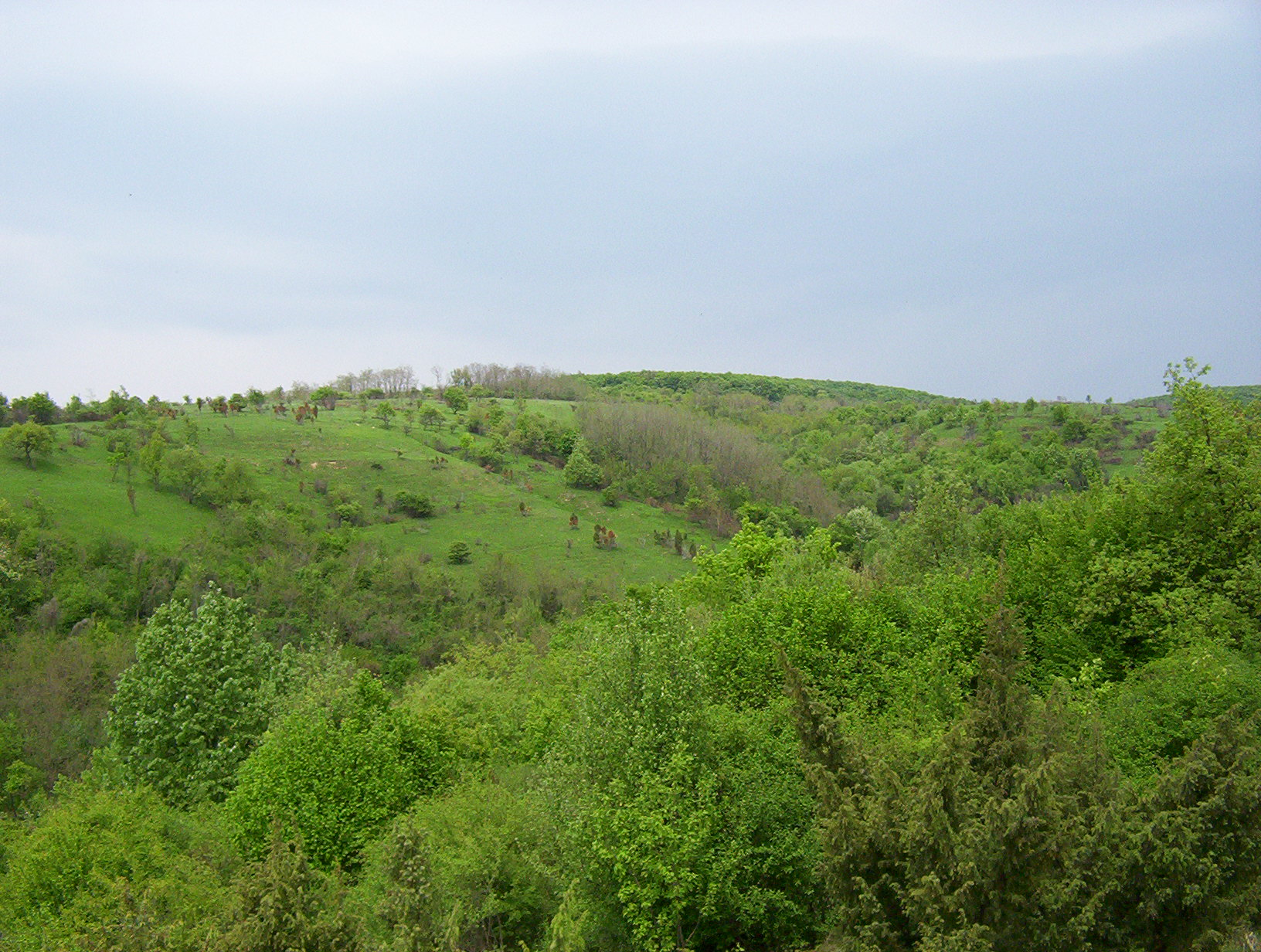
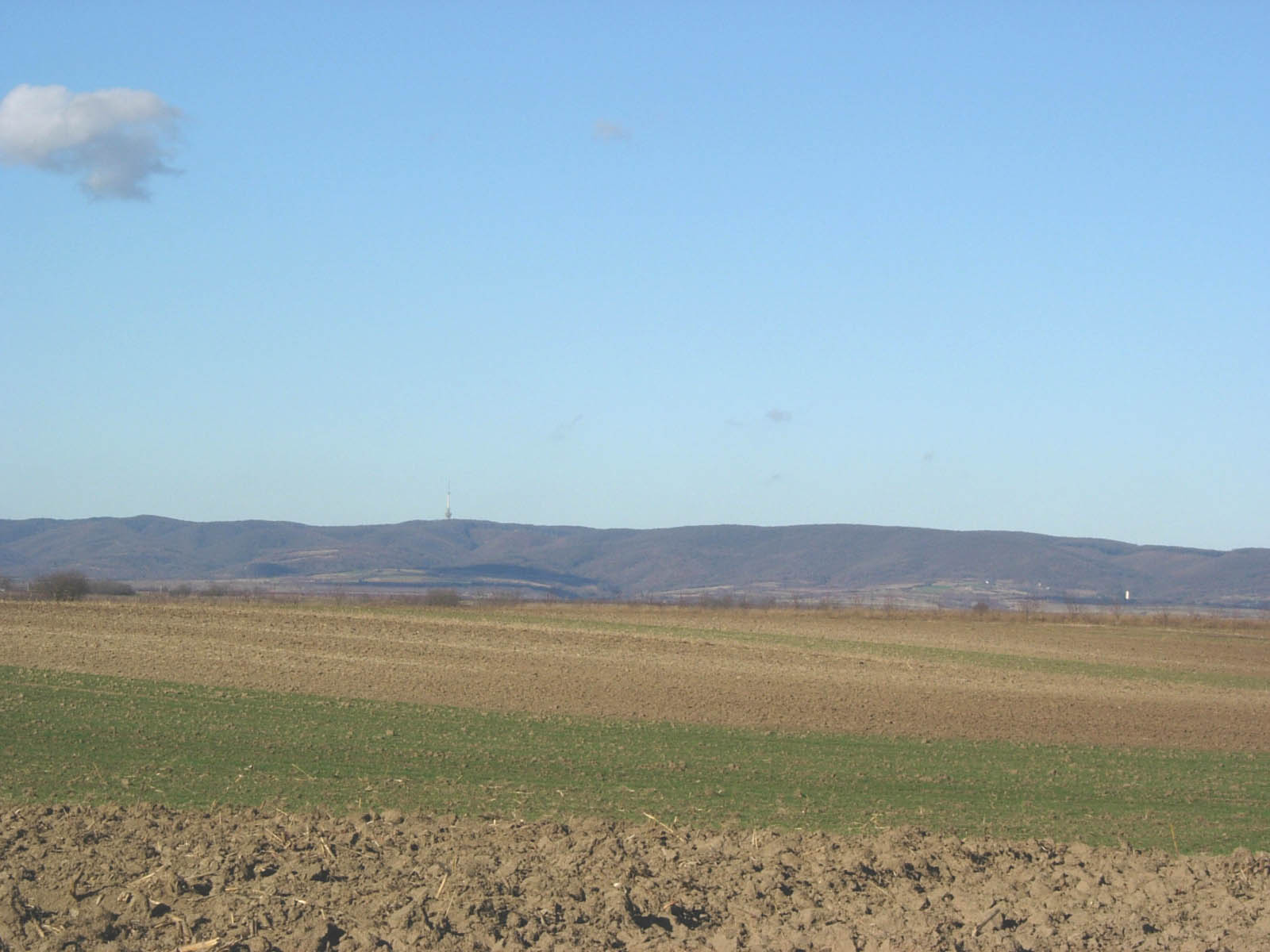